# Čapljani
Čapljani is een plaats in de gemeente Sunja in de Kroatische provincie Sisak-Moslavina. De plaats telt 38 inwoners (2001).